# ゲープザッテル
ゲープザッテル (ドイツ語: Gebsattel) は、ドイツ連邦共和国バイエルン州ミッテルフランケンのアンスバッハ郡に属す町村（以下、本項では便宜上「町」と記述する）で、ローテンブルク・オプ・デア・タウバー行政共同体の一員。

## 地理

### 位置
ゲープザッテルは、ローテンブルク・オプ・デア・タウバーの南約3kmのフランケンヘーエ自然公園内に位置し、バーデン＝ヴュルテンベルク州との州境にも近い

### 隣接市町村
- ローテンブルク・オプ・デア・タウバー
- ノイジッツ
- ゲスラウ
- ヴィンデルスバッハ
- ブーフ・アム・ヴァルト
- シリングスフュルスト
- ディーバッハ
- インジンゲン

### 自治体の構成
この町は、公式には9つの地区 (Ort) からなる。このうち小集落や孤立農場などを除く集落を以下に列記する。
- バッケンフェルト
- ゲープザッテル
- キルンベルク
- レーダースドルフ
- ヴァーゼンミューレ

### 町村合併
- 1972年: キルンベルク、プライカーツホーフ、シュパイアーホーフ、ヴィルデンホーフ
- 1978年: ボッケンフェルト

## 歴史
元々、この地域には2つの集落があった。一つは、タウバー川左岸にフランケン時代からあった教会を中心とした古い集落。もう一つは、タウバー川右岸のより新しい城下町である。この右岸の集落は、11世紀にローテンブルク＝コムブルク伯の所領となり、この家の最後の女領主ゲーバの名からゲーバゼーデレン(Gebasedelen、ゲーバの場所）と呼ばれた。1400年以降、地所の3/4はコムブルク（現在はシュヴェービッシュ・ハル市内）のベネディクト修道会、1/4はローテンブルク市民の所有となっていた。1810年の初め、ゲープザッテルは、バイエルン領となった。地方自治体の再編が行われるまでは、ゲープザッテルにはエッカーツホーフとレーダースドルフが属していた。1972年の市町村再編により、プライカーツホーフ、シュパイアーホーフおよびヴィルデンホーフを含むキルンベルクが合併し、1978年にはボッケンフェルトが合併して、現在の形となった。

## 行政

### 議会
ゲープザッテルの議会は、首長を含めて13議席からなる。

### 紋章
銀の波帯で左右二分割。向かって左は、青地、こちらを見ている金の獅子の頭部。口の中は赤で、口から銀の山型の図形が描かれている。向かって右は赤地に、銀のアイベックスの頭部。

## 文化と見所

### アトラクション
- エッカーツホーフにあるトウモロコシの迷路

### 音楽
- ムジークフェライン・ゲープザッテル（ブラスバンド）
- ゲザングフェライン・フロージン（合唱）

### 歴史的建造物
- ゲープザッテル城（私有、非公開）
- 聖ラウレンティウス教会と司祭館
- 旅館 "Zum Lamm"

## 経済と社会資本
ゲープザッテルは、ロマンティック・フランケン観光連盟に加盟している。

### 交通
ゲープザッテルは、アウトバーンA7号線（インターチェンジ108 ローテンブルク・オプ・デア・タウバー）沿いに位置している。

## 引用
1. ↑  https://www.statistikdaten.bayern.de/genesis/online?operation=result&code=12411-003r&leerzeilen=false&language=de Genesis-Online-Datenbank des Bayerischen Landesamtes für Statistik Tabelle 12411-003r Fortschreibung des Bevölkerungsstandes: Gemeinden, Stichtag (Einwohnerzahlen auf Grundlage des Zensus 2011)
2. ↑  Bayerische Landesbibliothek Online